# Котовиці (Сілезьке воєводство)
Котовиці (пол. Kotowice) — село в Польщі, у гміні Жарки Мишковського повіту Сілезького воєводства.
Населення — 450 осіб (2011).
У 1975-1998 роках село належало до Ченстоховського воєводства.

## Демографія
Демографічна структура станом на 31 березня 2011 року:
|          | Загалом | Допрацездатний вік | Працездатний вік | Постпрацездатний вік |
| -------- | ------- | ------------------ | ---------------- | -------------------- |
| Чоловіки | 234     | 52                 | 163              | 19                   |
| Жінки    | 216     | 45                 | 128              | 43                   |
| Разом    | 450     | 97                 | 291              | 62                   |